# ČD - Telematika
Die ČD - Telematika a.s. ist ein Anbieter von Internet-, Daten- und Sprachdiensten sowie Dienstleister im Bereich Verwaltung, Wartung und Bau von Glasfaserinfrastrukturen. Das Unternehmen betreibt in Tschechien nach O2 das zweitgrößte Glasfasernetz als Teil der staatlichen Infrastruktur. Das Leistungsportfolio setzt sich aus den Mehrwertdiensten Systemintegration, Diagnostik, Datenanalyse und Cybersicherheit zusammen, erweitert um die Straßentelematik wie der Bereich des Internets der Dinge zum intelligenten Parken. Zu den Hauptkunden gehören neben der Muttergesellschaft České dráhy (ČD) die Správa železnic (SŽ), die tschechische Straßen- und Autobahndirektion ŘSD, die Česká pošta und der Energiekonzern ČEZ, mit denen zwei Drittel des Umsatzes erwirtschaftet werden. Das Unternehmen verfügt über ein eigenes CSR-Programm und unterstützt u. a. seit 2012 das Kinderzentrum in Strančice.

## Firmengeschichte
- 1994 – Gründung der ČD - Telekomunikace, s. r. o. als Investmentgesellschaft für den Aufbau eines digitalen Telekommunikationsnetzes mit Glasfaser- und Breitbandübertragungstechnologien[8]
- 1999 – Baubeginn des Glasfaser-Backbone-Netzes gemäß Vereinbarung mit den ČD
- 2002 – Aufnahme der Geschäftstätigkeit in Tschechien
- 2003 – Umwandlung in Aktiengesellschaft
- 2005 – Umfirmierung in ČD – Telematika a.s. (zum 1. Mai 2005)
- 2010 – Abschluss der Modernisierung des DWDM-Übertragungsnetzes; Stärkung des Backbone-Übertragungssystems des ČD-T-Netzes, um neue WDM-Dienste anbieten zu können; Modernisierung zur Durchsatzsteigerung und Stabilisierung des IPNET-Netzes für die Übertragung von L2-Ethernet- und L3-Internetdiensten
- 2012 – vollständige Unterstützung von IPv6; Entwicklung des DWDM-basierten Dienstleistungsangebots in den Bereichen Telehousing und Serverhousing
- 2013 – Übergabe von Glasfasertrassen an Vodafone Czech Republic und Vertiefung der Zusammenarbeit; Ausstattung von Schienenfahrzeugen mit GSM-R-Funkgeräten
- 2014 – Neumitglied des FENIX-Projekts: Sicheres Internet in der Tschechischen Republik; Start des Free-WiFi-Pilotprojekts an den Hauptbahnhöfen Prag und Pilsen; Modernisierung der technischen Ausstattung des Pisárecký-Tunnels in Brünn in Kooperation mit der tschechischen Landstraßen- und Autobahndirektion (ŘSD)
- 2015 – Erweiterung der Sicherheitsprodukte um ČDT-ANTIDDOS (Schutz vor Denial-of-Service-Attacken)
- 2016 – Management und Verwaltung beim Projekt Diagnose fahrender Eisenbahnfahrzeuge (DJŽV)[9]; Einstieg in Internet der Dinge (IoT) mit intelligentem Parksystem für 240 Parkplätze in Liberec; Lieferung und Implementierung von WiFi in Reisezugwagen und Railjet-Garnituren der ČD
- 2017 – Beteiligung am Glasfasernetzaufbau der Region Pilsen (CamelNET); Ausweitung des Free-WiFi-Services auf Bahnhöfe Ústí nad Labem, Hradec Králové und Zlín; Beteiligung bei Implementierung der General-STOP-Funktion im tschechischen GSM-R-Funknetz zum Fernanhalten von Zügen
- 2018 – Modernisierung des L2-Übertragungsnetzes[2]; Aufträge im Bereich Straßenverkehrstelematik und Schienenverkehr (Aufbau des GSM-R-Systems); Programme für Praktikanten und Zusammenarbeit mit Schulen beginnen[10]; 3500 Kilometer Glasfasernetz entlang der wichtigsten Eisenbahnstrecken Tschechiens mit zwei Rechenzentren in Prag und einem in Pardubice[1]
- 2021 – Zertifizierung des ČDT-SpeedCAM-Systems zur Abschnittskontrolle[11]; hundertprozentige Tochtergesellschaft der České dráhy durch Kauf sämtlicher Anteile von der PPF Group[12]
- 2022 – Beginn der Nachrüstung von ETCS-Fahrzeuggeräten an den ČD-Baureihen 162/163, 362/363, 363.5[13] und 471[14]
- 2024 – Verkauf der Serviceabteilung der SŽ-Telekommunikationsinfrastruktur (Netzüberwachung, Management der Daten- und Übertragungstechnik, regionales Baumanagement, GSM-R-Systemüberwachung) an die SŽ für 280 Mio. CZK[15]
- 2025 – Fusionierung mit der im Jahr 2011 gegründeten ČDT - Informační Systémy, a.s. (ČDIS) und Übernahme von ca. 300 Beschäftigen[16]

## Wechsel der Geschäftsanteile
Mehrmals scheiterten die České dráhy (ČD) daran, die Minderheitsbeteiligung von 29,04 % zu erwerben, um die vollständige Kontrolle über die ČD - Telematika übernehmen zu können. Im Juni 2014 bekam das Verkehrsunternehmen von Geschäftsmann David Knop-Kostka für 198 Mio. CZK dieses Aktienpaket der niederländischen Nyland Holding und Titulus Holding angeboten. Nach mehrmonatiger Passivität seitens des ČD-Generaldirektors Daniel Kurucz und seines Beraters Květoslav Hlína sowie nach dem Durchsickern vertraulicher Informationen an die Öffentlichkeit griff im Januar 2015 die Dial Telecom (seit 2022 Quantcom) zu.
Im April 2016 bekundeten Manager der ČD – nun vom Generaldirektor Pavel Krtek geleitet – gegenüber der Dial Telecom ihr Interesse, nahmen aber später aufgrund der ihnen verdächtig erscheinenden reichlichen Preisverdoppelung auf 405 Mio. CZK von einem Kauf Abstand. Das Paket ging daraufhin im Oktober für ca. 500 Mio. CZK an die Unicapital-Gruppe des Olmützer Milliardärs Pavel Hubáček. Die ČD fragte ihn zwar, zu welchen Konditionen er bereit wäre, seinen Anteil abzugeben. Er veräußerte seine Beteiligung jedoch im Mai 2018 zu einem nicht genannten Preis an die PPF Group weiter. Eine zum Erwerbszeitpunkt bestehende Vereinbarung über den späteren Weiterverkauf durch Hubáčeks Gruppe räumten die Unicapital und die ČD im Juli 2019 ein. Durch Krtek gelang es den ČD schrittweise, die Anteile von AŽD Praha (7,39 %), der Eisenbahnergewerkschaft OSŽ (2,48 %) und des Bauunternehmens OHL ŽS (1,78 %) aufzukaufen, wodurch die Muttergesellschaft ihre Beteiligung an dem Unternehmen auf 70,96 Prozent erhöhte.
Im November 2016 durchsuchte die tschechische Polizei die ČD-Zentrale nach Beweisen von Wirtschaftskriminalität, eines möglichen Interessenkonflikts und nach Belegen über die Rolle von ČD-Managern und Staatsdienern bei den Transaktionen mit ČD-Telematika-Aktien zwei Jahre zuvor. Ein Grund war auch, dass der ČD-Generaldirektor Kurucz kurz nach seiner im Spätherbst 2014 erfolgten Abberufung einen Vertrag mit O2 Czech Republic des Milliardärs Petr Kellner abgeschlossen und in dessen Namen versucht hatte, die Minderheitsbeteiligung seines Konkurrenten zu erwerben. Der damalige Verkehrsminister Dan Ťok begrüßte die Durchsuchung in gewisser Weise, da er Privatisierungsversuche des Unternehmens ablehnte. Kurucz’ Verhalten bezeichnete er als „absolut widerlichen Schritt“.
Im April 2018 gaben die ČD bekannt, ihre Beteiligung an die SŽDC verkaufen zu wollen, da die Tochtergesellschaft aus Sicht ihres Hauptgeschäfts nicht in die langfristige Unternehmensstrategie passt. Die neue Eigentümerin sollte anschließend die Anteile der Minderheitsaktionäre abkaufen. Der Plan wurde zwar von Verkehrsminister Ťok unterstützt und bestätigt, aber von Seiten der SŽDC nicht kommentiert und behördlich nicht genehmigt.
Im April 2021 veröffentlichte das Nachrichtenportal Seznam Zprávy Tagebuchaufzeichnungen des ersten stellvertretenden Vorsitzenden der ANO-Fraktion, Jaroslav Faltýnek, vom Frühjahr 2016. Diese belegten, wie mehrere aus ihrer gemeinsamen Zeit in Andrej Babiš’ Holding Agrofert untereinander bekannte Politiker und Manager die Unternehmensanteile einflussreichen Finanziers überlassen wollten. Die nachfolgenden Transaktionen verliefen deshalb nicht zufällig gemäß Faltýneks Notizen. Da es sich um Verträge zwischen Privatpersonen handelte, hätte der Politiker zum Zeitpunkt seines Eintrags solche Geschäfte nicht vermuten können. Notiert war darin auch, dass Milan Feranec – damaliger ČD-Aufsichtsratsvorsitzender und sein enger Verbündeter – ihm versprochen habe, ihn über die Entwicklung der Situation rund um die ČD - Telematika zu informieren und dass das Unternehmen in zwei Teile aufgeteilt werden könnte. Gegenüber dem Portal leugnete Faltýnek trotz seiner Aufzeichnungen eine Beteiligung an den Transaktionen.
Am 23. Juni 2021 unterzeichneten die ČD-Vorstandsmitglieder Michal Kraus und Václav Nebeský dann für 847 Mio. CZK den Kaufvertrag über das ihnen noch fehlende Aktienpaket. Damit endeten sieben Jahre andauernde Bemühungen der Muttergesellschaft, Alleineigentümerin der ČD - Telematika zu werden.